# Осло-фьорд
О́сло-фьо́рд (норв. Oslofjorden) — залив в юго-восточной части Норвегии, простирающийся на 102 километра от датских проливов на юге и до столицы страны — Осло, на севере. Выход из фьорда обрамляют 2 маяка: Торнбьорнскьер (норв. Torbjørnskjær) на востоке и Фердер (норв. Færder) на западе. Залив делится узким проливом Дрёбак (норв. Drøbaksundet) на внутренний (норв. indre) и внешний (норв. ytre).
Несмотря на название, Осло-фьорд не является фьордом в геологическом смысле слова. В первом тысячелетии нашей эры он назывался заливом (норв. Viken); этимология нынешнего названия неизвестна.

## Население

Карта Осло-фьорда с прилегающими к нему населёнными пунктами

На побережье Осло-фьорда живут 1,96 миллиона человек.
Больше 40 % населения Норвегии проживают на расстоянии меньше 45 минут езды от Осло-фьорда. Здесь самое значительное движение паромов и судов с продовольствием в Норвегии.
Несмотря на то, что Осло-фьорд содержит сотни населённых островов, большинство населения фьорда проживает на материке.

## География и климат
Во внутренней части фьорда находятся покрытые лесом холмы. Самая высокая точка фьорда расположена на холме на острове Ховедёйа — 47 м.
В Осло-фьорде отмечена самая высокая среднегодовая температура в Норвегии: 7,5 °C. Самый холодный месяц во фьорде — февраль (-1,3 °C), самый тёплый — июль (17,2 °C). Острова посреди фьорда — из самых тёплых в Норвегии, что создаёт благоприятные условия для любительского садоводства.

## История
Самые древние поселения в районе вокруг Осло-фьорда относятся к каменному и бронзовому веку. Именно здесь были найдены три наиболее хорошо сохранившиеся корабля викингов.
На берегу залива известный художник Эдвард Мунк снимал коттедж и студию; Осло-фьорд можно увидеть в нескольких его картинах, в том числе и в самой знаменитой — «Крик».
9 апреля 1940 года, в первый день операции «Учения на Везере» фьорд стал ареной сражения между норвежскими гарнизонными войсками и немецкой десантной группой. Комендант форта Оскарсборг, полковник Эриксен, приказал обстрелять из 280-миллиметровых (11") орудий тяжёлый крейсер «Блюхер», когда тот выходил во внутренний фьорд из пролива Дрёбак, пытаясь прорваться к Осло. Крейсер быстро затонул, а другие немецкие корабли отступили во внешний залив. Это дало возможность норвежской королевской семье и парламенту эвакуироваться и возглавить правительство в изгнании во время Второй мировой войны.

## Паромная переправа
Действует пассажирско-автомобильная паромная переправа через Осло-фьорд между Хортеном и Моссом.